# Babez For Breakfast
Babez for Breakfast je album finske glasbene skupine Lordi. Izšel je leta 2010 pri založbi Sony Music.

## Seznam skladb
1. "SCG5: It's a Boy!" - 1:21
2. "Babez for Breakfast" - 3:30
3. "This Is Heavy Metal" - 3:01
4. "Rock Police" - 3:58
5. "Discoevil" - 3:49
6. "Call Off the Wedding" - 3:31
7. "I Am Bigger Than You" - 3:04
8. "ZombieRawkMachine" - 3:42
9. "Midnite Lover" - 3:21
10. "Give Your Life for Rock and Roll" - 3:54
11. "Nonstop Nite" - 3:56
12. "Amen's Lament to Ra" - 0:32
13. "Loud and Loaded" - 3:15
14. "Granny's Gone Crazy" - 3:56
15. "Devil's Lullaby" - 3:43